# Малайский кустарниковый уж
Малайский кустарниковый уж (лат. Rhabdophis subminiatus) — вид змей рода длиннозубые ужи (Rhabdophis) семейства ужеобразные (Colubridae).
Общая длина варьирует от 70 см до 1,3 м. Голова большая, отграничена от туловища шейным перехватом. Зрачок глаза круглый. Верхнечелюстная кость имеет 2 загнутых назад больших зуба, отделенных от других мелких зубов беззубым промежутком. Зубы на нижнечелюстной кости равного размера. Туловище цилиндрическое, хвост средней длины. Чешуя килеватая. Характерной особенностью окраски является тёмно-красное вытянутое пятно позади головы. Цвет спины в передней части туловища желтоватый, в задней - красно-коричневый.
Любит первичные леса, горные места, аграрные ландшафты, сады. Встречается на высоте до 1200 метров над уровнем моря. Питается ящерицами, грызунами. Яд может представлять опасность для человека, известны смертельные случаи.
Это яйцекладущая змея. Самка откладывает до 14 яиц.
Обитает во Вьетнаме, Камбодже, Лаосе, Таиланде, Мьянме, Индонезии, Бутане, Бангладеш, Непале, на западе Малайзии, в некоторых районах Индии и Китая.